# Bruno Müller-Reinert

Bruno Müller-Reinert

Bruno Max Müller, ab 1940 Müller-Reinert, (* 20. Oktober 1897 in Breslau; † 25. August 1954 in Minden) war ein deutscher Politiker (NSDAP).

## Leben und Wirken
Bruno Müller-Reinert – geboren als Bruno Müller – war der Sohn des Schuhmachers Josef Müller und seiner Ehefrau Anna, geborene Kruppa. Von 1903 bis 1911 besuchte er die Volksschule. Anschließend wurde er zum Musiker ausgebildet. 
Ab Mai 1916 nahm Müller-Reinert am Ersten Weltkrieg teil. Nachdem er im Oktober 1916 in Frankreich schwer verwundet wurde, verbrachte er einige Monate in einem Lazarett. Ab Sommer 1917 kämpfte er erneut an der Front. Nach dem Zusammenbruch des Kaiserreiches im Herbst 1918 war Müller-Reinert von November 1918 bis August 1919 im Grenzschutz Ost an der deutschen Grenze zu Polen und der Tschechoslowakei tätig. Im August 1919 wurde er schließlich aus der Reichswehr entlassen. 
Nachdem er anschließend eine Schlosserlehre absolviert hatte, war Müller-Reinert bis in die 1930er Jahre in diesem Beruf tätig. 
Von 1921 bis 1924 war er Mitglied in der paramilitärischen Organisation Stahlhelm. 1924 schloss er sich der verbotenen NSDAP an, die 1925 neugegründet wurde. Zum 1. Mai 1931 trat er dieser Partei wieder bei (Mitgliedsnummer 531.667).
Im März 1935 wurde er Hauptamtsleiter des Gauorganisationsamtes der NSDAP in Schlesien und war von März 1935 bis November 1941 in der Münchener Parteikanzlei beschäftigt. Am 11. Juni 1940 änderte er offiziell seinen Familiennamen in „Müller-Reinert“.
Während des Zweiten Weltkriegs leistete Müller-Reinert 1941 zeitweise Militärdienst. Ab Juni 1942 fungierte er als Beauftragter des Reichskommissars der besetzten Gebiete in den Niederlanden in der Provinz Utrecht.
Müller-Reinert trat am 6. August 1940 im Nachrückverfahren für den Abgeordneten Walter Hamfler als Abgeordneter in den nationalsozialistischen Reichstag ein, in dem er bis zum Ende der NS-Herrschaft im Frühjahr 1945 den Wahlkreis 9 (Oppeln) vertrat.
Nach Ende des Zweiten Weltkrieges arbeitete Müller-Reinert als Büroangestellte bei der britischen Militärregierung in Bad Oeynhausen. Danach nahm er seinen Wohnsitz in Minden, wo er 1954 im Krankenhaus der Stadt im Alter von 56 Jahren an einem Herzinfarkt starb.

## Ehe und Familie
Müller-Reinert heiratete am 5. Oktober 1926 in Breslau Else Zechel (* 17. Dezember 1889 in Breslau), mit der er ein Kind hatte.

## Schriften
- Die nationalsozialistische Revolution, 1943.